# النجاد (حبيش)

تعديل مصدري - تعديل

النجاد محلة تابعة لقرية الظهرة، التابعة لعزلة قحزة بمديرية حبيش إحدى مديريات محافظة إب في الجمهورية اليمنية، بلغ تعداد سكانها 187 حسب تعداد اليمن لعام 2004.